# Heinrich Straub (Geistlicher)
Heinrich Straub (* 12. September 1917 in Nürnberg; † 27. August 2003 in Bamberg) war ein deutscher römisch-katholischer Geistlicher.

## Leben
Heinrich Straub empfing nach Kriegsdienst und Gefangenschaft 1947 die Priesterweihe. Er war Kaplan in Erlangen. Von 1951 bis 1955 absolvierte er am Collegio Teutonico di Santa Maria dell’Anima in Rom ein Doktoratsstudium in Kanonischem Recht (Dr. iur. can.); er war zudem drei Jahre Vizerektor an der „Anima“. Er war anschließend als Pfarradministrator und Religionslehrer im Bamberger Bistum tätig. 1956 wurde er zum Domvikar und Domprediger am Bamberger Dom ernannt. 1959 erfolgte die Ernennung zum Offizial des Metropolitangerichts, später zum Ordinariatsrat und Sekretär des Generalvikariats.
1967 ernannte ihn Erzbischof Josef Schneider zum Domkapitular und zum Generalvikar des Erzbistums Bamberg. Er war Mitglied des Historischen Vereins Bamberg (1956–2003) und Mitglied des Vereinsausschusses von 1967 bis 1994.
Heinrich Straub engagierte sich für zahlreiche Sozialprojekte im Heiligen Land. 1974 wurde Heinrich Straub von Kardinal-Großmeister Maximilien Kardinal de Fuerstenberg zum Ritter des Ritterordens vom Heiligen Grab zu Jerusalem ernannt und am 4. Mai 1974 in Düsseldorf durch Lorenz Kardinal Jaeger, Großprior der deutschen Statthalterei, investiert. Zuletzt war er Offizier des Ordens und Ehrenprior der Bamberger Komturei St. Heinrich.

## Ehrungen
- Päpstlicher Ehrenprälat durch Papst Paul VI. (1971)
- Ritter vom Heiligen Grab (1974)
- Apostolischer Protonotar durch Papst Johannes Paul II. (1980)
- Bayerischer Verdienstorden
- Bundesverdienstkreuze 1. Klasse

## Schriften
- Die geistliche Gerichtsbarkeit des Domdekans im alten Bistum Bamberg von den Anfängen bis zum Ende des 16. Jahrhunderts München 1957